# Potsworth & Co. (videogioco)
Potsworth & co., a volte chiamato solo Potsworth, è un videogioco a piattaforme tratto dalla serie animata Potsworth & Co., pubblicato nel 1992 per i computer Amstrad CPC, Atari ST, Commodore 64 e ZX Spectrum dall'editrice britannica Hi-Tec Software, nella linea Premier a prezzo medio. Ottenne diverse buone recensioni dalla stampa dell'epoca.

## Trama
Come nel cartone animato, i protagonisti sono quattro bambini e il cane Potsworth, che durante il sonno si incontrano nella Terra dei Sogni. Il signore di questa terra è Grand Dozer (Gran morto di sonno) e il compito del gruppo nel gioco è procurargli una pozione per riuscire a dormire. Ciascun personaggio esplora una zona, affrontando diversi tipi di creature e oggetti animati surreali, alla ricerca di una serie di oggetti da raccogliere con vari scopi. Rosie attraversa la Zona Cava, una specie di miniera che fa da deposito di materiali per i sogni; Nick attraversa la Super Zona risalendo l'interno di un grattacielo; Potsworth attraversa la Zona delle Caramelle, a tema dolciumi; Carter attraversa la Zona Arcobaleno, formata da nuvole e da un edificio sospeso; Keiko attraversa la Zona Carnevale, a tema luna park.

## Modalità di gioco
Il giocatore controlla uno alla volta i cinque personaggi, ciascuno protagonista di un livello e dotato di abilità differenti. Ogni livello è un diverso ambiente bidimensionale a piattaforme, con scorrimento in tutte le direzioni. Alcuni livelli sono estesi soprattutto in orizzontale o in verticale, ma in ogni caso sono tutti livelli non lineari, da esplorare. Sono presenti rompicapo specifici, ad esempio nel primo livello è necessario spingere delle casse sopra gli interruttori per attivare ascensori, nastri trasportatori e altri meccanismi.
Tutti i personaggi si muovono in orizzontale, saltano e si abbassano, e hanno una barra dell'energia vitale oltre che più vite. Tutti possono eliminare molti dei nemici saltandogli sopra. Le loro particolarità sono le seguenti:
1. Rosie: può eliminare molti dei nemici sparando onde sonore a corto raggio in orizzontale dalla bocca; può strisciare e sparare anche quando abbassata.
2. Nick: può svolazzare agitando il mantello quando è in aria, per aumentare un po' la portata dei salti; può raccogliere, lasciare e lanciare certi oggetti.
3. Potsworth: non ha abilità speciali.
4. Carter: può dipingere in aria piccole piattaforme che diventano temporaneamente solide.
5. Keiko: ha uno skateboard che, quando è carica la relativa energia, le permette di volare, altrimenti si muove normalmente; può rilasciare stelline dietro di sé per colpire i nemici.

Solo nella versione Atari ST è presente anche una sesta fase di scontro con un boss finale, dove si controlla di nuovo Potsworth, che qui ha la capacità di sparare ossi contro il Principe degli Incubi.